# Gaasterlandstraat

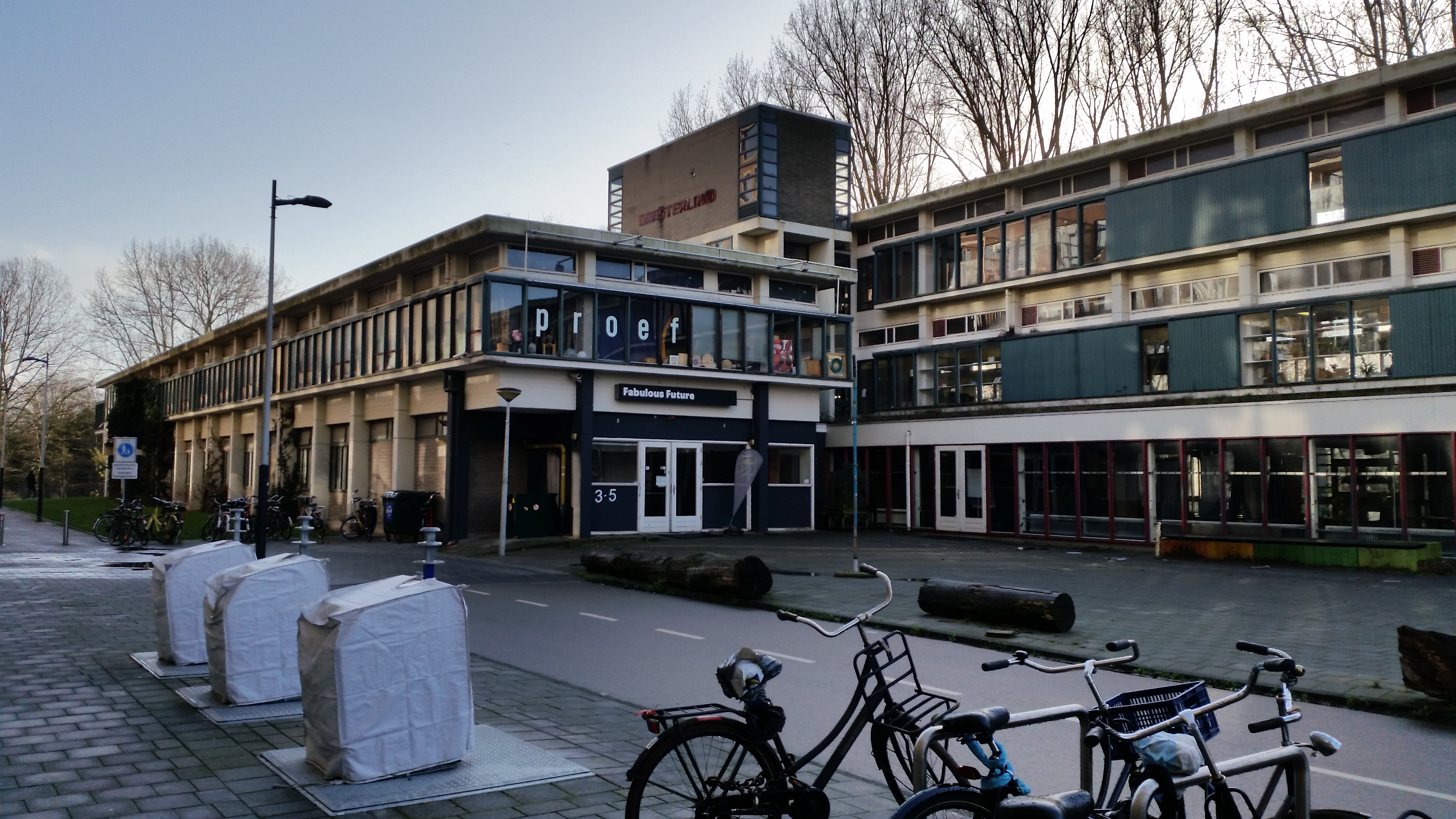
Gaasterlandstraat 3-5 (januari 2020)

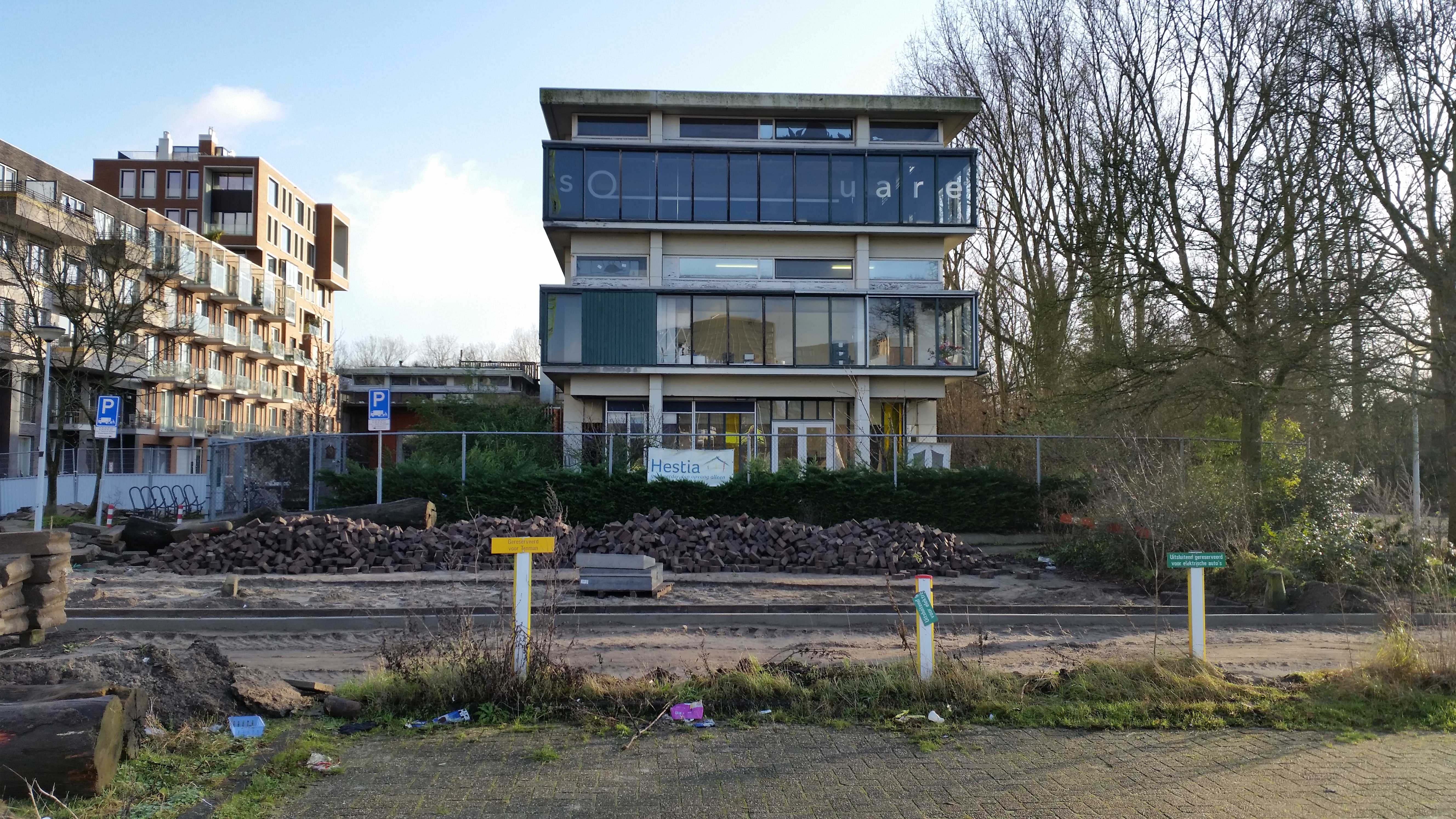
Links nieuwbouw, rechts te slopen gebouw (januari 2020)

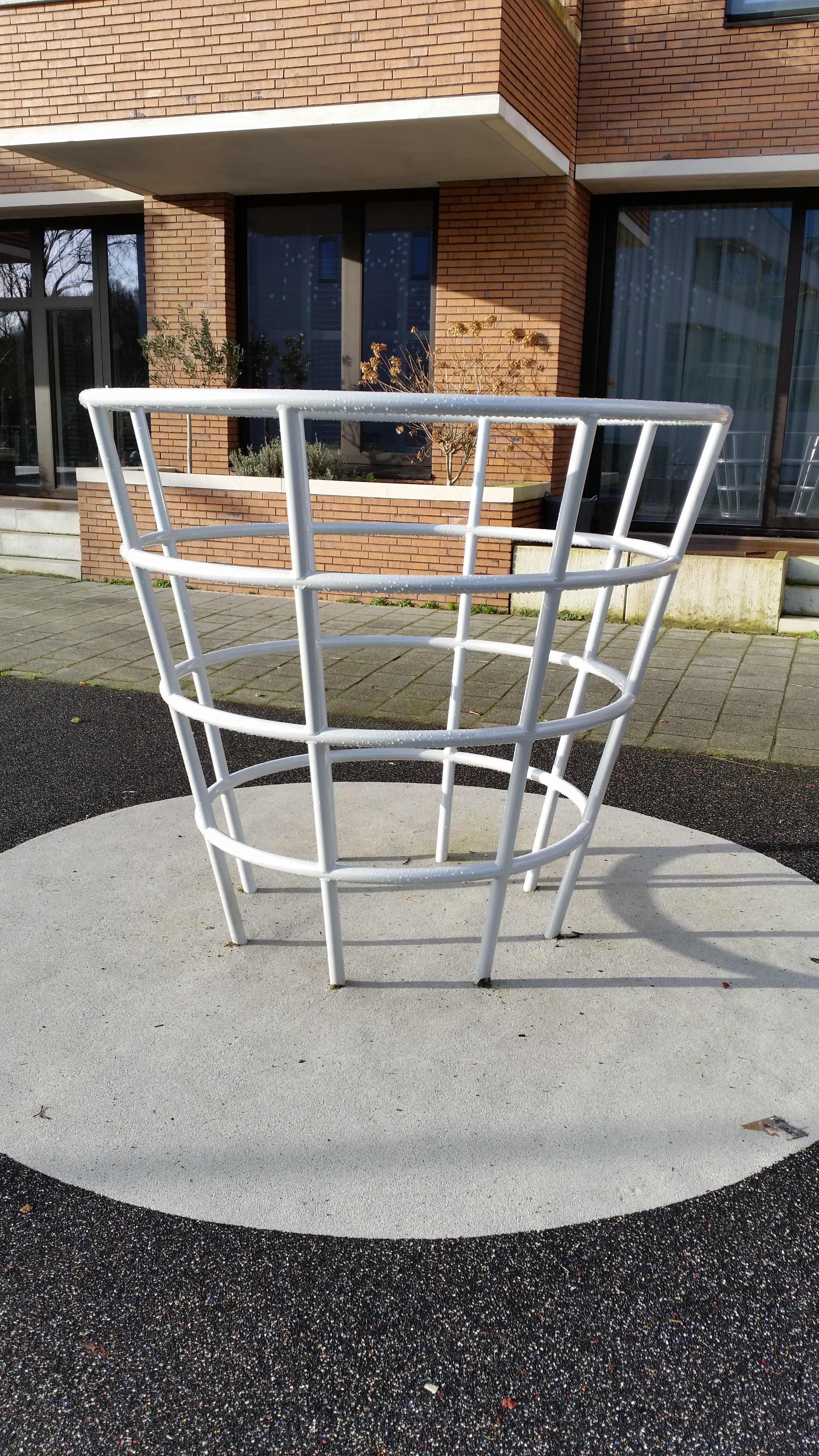
Klimtrechter (januari 2020)

De Gaasterlandstraat is een straat in Amsterdam-Zuid.

## Geschiedenis en ligging
De straat kreeg haar naam per raadsbesluit van 1 april 1964 haar naam, een vernoeming naar de Friese landstreek Gaasterland. Meerdere straten in de buurt zijn vernoemd naar landstreken in Nederland. Ze ligt officieel in de Scheldebuurt, maar in de volksmond in de Landstrekenbuurt. Ze maakt deel uit van de Zuidas (Kop Zuidas). 
De straat begint als zijstraat van de Zuidelijke Wandelweg (maar is daar voetpad), loopt naar het zuiden, maakt een 90-gradenhoek en loopt westwaarts. Ze eindigde op de Europaboulevard, maar door herontwikkeling van het gebied rondom de Gaasterlandstraat eindigt de straat al jaren op een bouwput dan wel op een provisorisch aangelegde rotonde met de Gelrestraat.  
Er is noch kunst in de openbare ruimte, noch plaats voor openbaar vervoer.

## Gebouwen
De buurt werd volgebouwd vanaf haar naamgeving, maar alle oorspronkelijke bebouwing is alweer gesloopt. Aan de straat stonden voornamelijk bedrijfsgebouwen en scholen, die in de loop der jaren geen gebruik meer kenden. Er vond rigoureuze sloop plaats en er kwamen nieuwbouwwoningen.

### Gaasterlandstraat 3-5
Het laatst bewaarde oorspronkelijke gebouw is dat van een deel van een scholencomplex; een deel daarvan verdween al in de jaren tachtig. De van oorsprong zijnde huishoudschool werd in de periode 1971-1973 gebouwd (eerste paal 13 december 1971) naar een ontwerp van G.J. de Haas, Jan Christiaan Heese en Dick van der Klei (Theodorus Johannes Nicolaas van der Klei). Heese was ooit werkzaam bij Ben Ingwersen. Zij ontwierpen het gebouw in de functionalistische stijl, waarbij het gehele betonskelet (dragend en niet dragend) zichtbaar bleef. De aula is daarboven nog voorzien van een houten kunstobject van de kunstenaar Wilfred Voet. In 1984-1985 werden er nog uitbreidingen gerealiseerd onder Van de Klei, die weer werd afgebroken en waarbij een andere kunstwerk van Voet meegesloopt werd. Het was daarna nog een onderdeel van ROC Amsterdam, maar deze verliet het gebouw rond 2012. Er kwam een kunstenaarsbroedplaats voor in de plaats.
Het geheel werd door de Erfgoedvereniging afdeling Amsterdam architectonisch en artistiek dermate belangrijk gevonden, dat aan stadsdeelcommissie Amsterdam-Zuid redenen werden aangegeven om het gebouw te bewaren als gemeentelijk monument. Een van de redenen was dat al veel gebouwen in Amsterdam uit genoemde stijlperiode ten prooi waren gevallen aan de slopershamer. Ook was het gebouw een van de laatste schoolgebouwen die als huishoudschool opgezet waren. Bovendien vond die instelling dat het toenmalige gebruik, broedplaats voor kunstenaars, passend voor een dergelijk gebouw en een teken dat het pand daartoe omgebouwd/gerenoveerd kon worden. Burgemeester en wethouders vonden echter woningbouw op die plaats belangrijker dan een monumentaal gebouw. Het gebouw wordt vermoedelijk in 2020 gesloopt. De Bond Heemschut ging in beroep tegen de sloopplannen, maar dat werd in juli 2021 afgewezen. Het gebouw staat er in januari 2022 nog. In augustus 2023 is er niets meer van het gebouw terug te vinden.

## Klimtrechter
Aan het begin van de Gaasterlandstraat nabij de Zuidelijke Wandelweg staat een speeltoestel. Ze heeft de vorm van de klimtrechters van Aldo van Eyck; het is echter onbekend of het een origineel exemplaar is of dat het een object is dat geïnspireerd is op het werk van die architect.  

## Gaasterlandpad
Amsterdam kent ook een Gaasterlandpad. Dit is een voetpad aansluitend op de Gaasterlandstraat. Daarwaar de straat de hoek omgaat loopt het pad verder langs een water. 